# Damien Marsh
Pour les articles homonymes, voir Marsh.
Damien Marsh (né le 28 mars 1971 à Goondiwindi, Queensland) est un ancien athlète australien, spécialiste du sprint.
Il détient le record d'Océanie en 38 s 17 (équipe d' Australie composée de Tim Jackson-Steve Brimacombe-Marsh-Paul Henderson) obtenu le 12 août 1995 à Göteborg lors de la demi-finale des championnats du monde en plein air. Le relais australien est au demeurant, en finale de ces championnats, médaillé d'argent.
Ses meilleurs temps sont de :
- 100 m :	10 s 13	0.10 à	Monaco	09/09/1995
- 200 m :	20 s 32	-0.20 à	Linz	22/08/1995